# کارکس دیپاپراتا
کارکس دیپاپراتا (به انگلیسی: Carex depauperata) گونه‌ای از جگنیان است.